# Palloptera longipennis
Palloptera longipennis är en tvåvingeart som beskrevs av Leander Czerny 1934. Palloptera longipennis ingår i släktet Palloptera och familjen prickflugor. Inga underarter finns listade i Catalogue of Life.